# Selònia

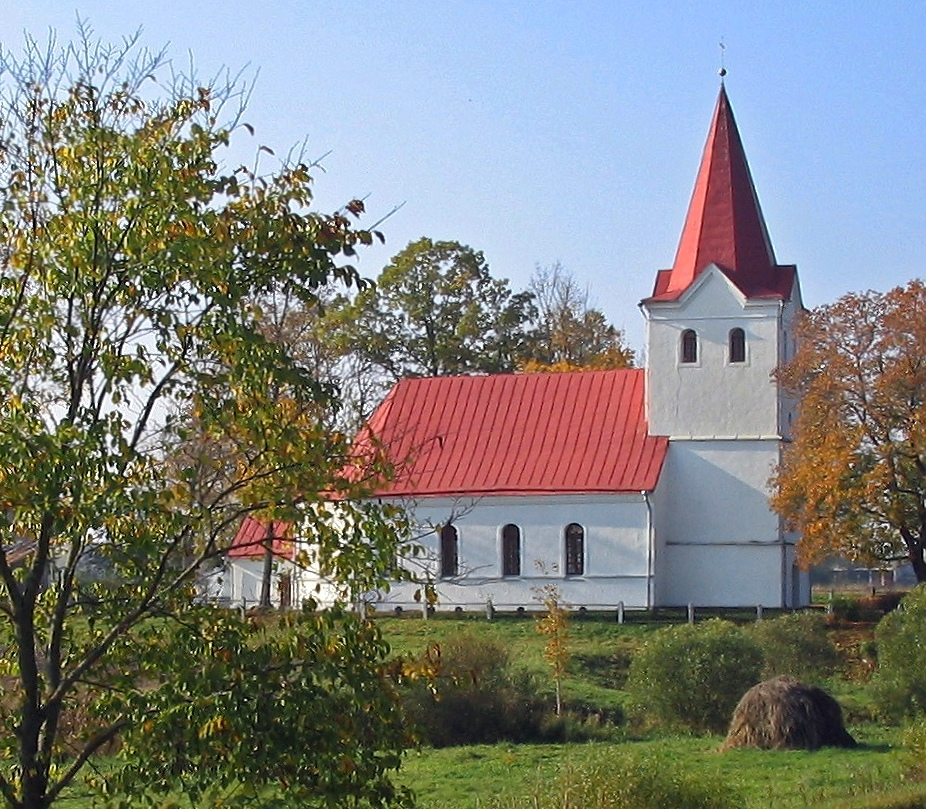
Església luterana de Laši (Selònia)

Selònia (letó: Sēlija; lituà: Sėla), també coneguda com a Augšzeme («Terres Altres»), és una regió cultural de Letònia que abasta la part oriental de la regió històrica de Zemgale. La seva principal ciutat i centre cultural és Jēkabpils. El selià s'ha extingit, encara que alguns dels habitants encara parlen el latgalià.

## Història

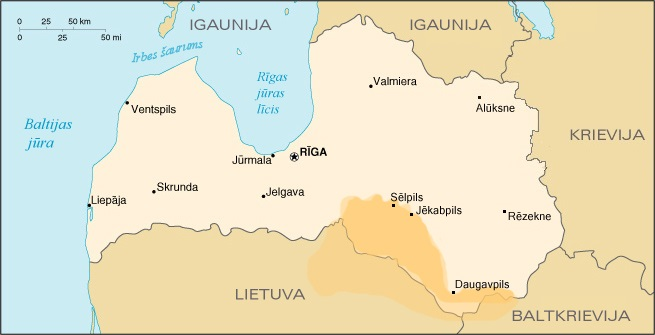
Antigues fronteres selonianes.

Selònia no és una divisió administrativa de la Letònia moderna. Contindria els municipis d'Aknīste, Ilūkste, Jaunjelgava, Jēkabpils, Nereta, Sala i Viesīte, a més de les parts de l'esquerra del riu Dvinà Occidental de les ciutats de Daugavpils i de Jēkabpils, i els municipis de Daugavpils i de Krāslava.
La subjugació i el baptisme dels selonians va començar a 1208, quan Albert de Buxhövden va capturar Sēlpils (llatí: castrum Selonum). El terme «selonians» és molt probablement l'adaptació alemanya del nom livonià de «muntanyesos», que porta a la hipòtesi que els selonians i aukštaitians pertanyien al mateix grup ètnic. La Crònica d'Enric de Livònia descriu els selonians com a aliats dels lituans. El 1218 la regió va formar una diòcesi seloniana, però el 1226 part d'aquesta diòcesi es va unir a l'arquebisbat de Riga i es va formar el bisbat de Zemgale. Avui dia la regió està habitada principalment pels letons amb major proporció de les minories ètniques de russos, polonesos, belarussos i els lituans als municipis del sud-est (Ilūkste i Daugavpils).

### Fronteres històriques
Entre els documents històrics, l'Acta de donació de Mindaugas de 1261 és la que millor descriu la transferència de les terres selonianes als Germans Livonians de l'Espasa. El seu límit anava des del Dvinà Occidental a Naujene, prop del castell de Daugavpils, passant a través de Kopkelis pel llac Luodis i cap al nord al llarg del riu Duseta i el llac Sartai i cap al naixement del riu Šventoji. S'estenia encara més als rius Latuva, Vašuoka i Viešinta, al llarg del riu Lėvuo fins al nord del riu Mūša i aigües avall, fins a la desembocadura del Babyte.
Per tant, les fonts històriques que descriuen els límits selonians en la segona meitat del segle xiii són força precisos. El lingüista Kazimieras Būga, basant-se només en dades lingüístiques, especifica el límit sud del territori selonià aproximadament per les ciutats de Salakas, Tauragnai, Utena, Svėdasai, Subačius, Palėvenė, Pasvalys i Saločiai.